# Данилова, Елизавета Сергеевна
Елизавета Сергеевна Данилова (литературный псевдоним — Елизавета Мартынова) — поэт, литературный критик.
Елизавета Данилова окончила СГУ им. Н. Г. Чернышевского и аспирантуру при нём. Кандидат филологических наук. Доцент кафедры русского языка и культуры речи в СГАУ им. Н. И. Вавилова.
Публиковала стихи в журналах «Наш современник», «Волга — XXI век», «Русское слово» (Чехия), в альманахе «Новые писатели России», литературно-художественных журналах «Вайнах», «Луч», «Введенская сторона». Участник 6, 7, 8 и 9 Форумов молодых писателей России (2006—2009). Стипендиат Федерального агентства по культуре и кинематографии по результатам 6 Форума молодых писателей России (2006). Участник и лауреат 2 Форума молодых писателей Поволжья (2007). Лауреат премии им. Юрия Кузнецова от журнала «Наш современник» (2008). Однако, по мнению некоторых критиков:

…подобного рода стихи — не более чем выброс гормонов молодого организма, но никак не результат осмысленной деятельности.
— Мария Гусева
В 2008 году возглавила в качестве главного редактора литературно-художественный журнал «Волга — XXI век», полностью сменивший концепцию и круг авторов; критика откликнулась на это событие таким образом:

Вопрос о том, что новым редактором журнала станет Елизавета Данилова-Мартынова, уже практически решён. В данном случае остаётся лишь скорбеть.
— Марта Антоничева
Автор книг «Письма другу» (2001), «На окраине века» (2006), «Свет в окне» (2009).